# William Thomasson

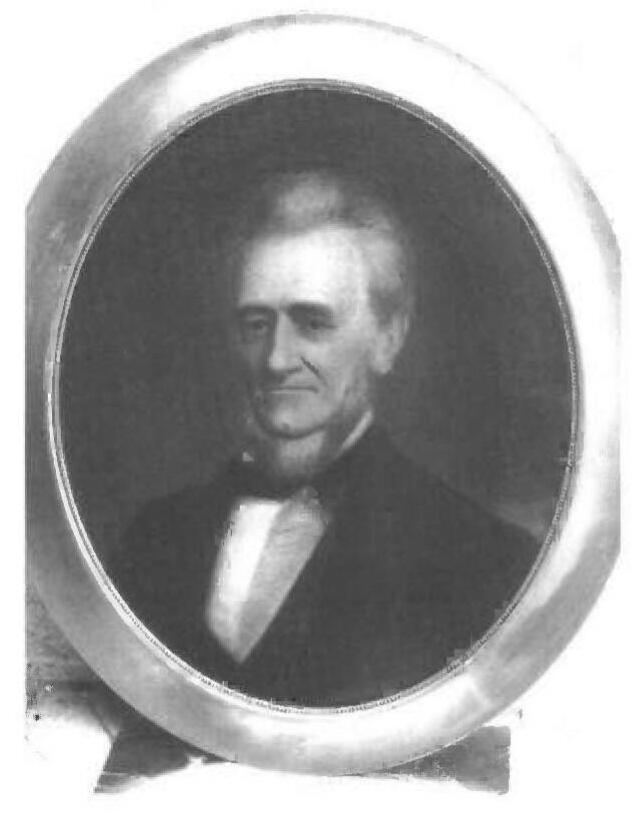
William Thomasson – US-amerikanischer Politiker

William Poindexter Thomasson (* 8. Oktober 1797 in New Castle, Henry County, Kentucky; † 29. Dezember 1882 bei La Grange, Kentucky) war ein US-amerikanischer Politiker. Zwischen 1843 und 1847 vertrat er den Bundesstaat Kentucky im US-Repräsentantenhaus.

## Werdegang
Nach der Grundschule nahm William Thomasson als Soldat am Britisch-Amerikanischen Krieg teil. Nach einem anschließenden Jurastudium und seiner Zulassung als Rechtsanwalt begann er in Corydon (Indiana) in diesem Beruf zu praktizieren. Gleichzeitig schlug er eine politische Laufbahn ein. Zwischen 1818 und 1820 war er Abgeordneter im Repräsentantenhaus von Indiana. Im Jahr 1818 amtierte er als Staatsanwalt in Corydon.
Im Jahr 1841 zog Thomasson nach Louisville in Kentucky. Inzwischen war er Mitglied der Whigs geworden. Bei den Kongresswahlen des Jahres 1842 wurde er im siebten Wahlbezirk von Kentucky in das US-Repräsentantenhaus in Washington, D.C. gewählt, wo er am 4. März 1843 die Nachfolge von John Pope antrat. Nach einer Wiederwahl im Jahr 1844 konnte er bis zum 3. März 1847 zwei Legislaturperioden im Kongress absolvieren. Diese waren zunächst von den Diskussionen um eine mögliche Annexion der seit 1836 von Mexiko unabhängigen Republik Texas überschattet. Diese Entwicklung führte 1845 zum Mexikanisch-Amerikanischen Krieg, der die zweite Legislaturperiode Thomassons prägte.
Im Jahr 1846 verzichtete Thomasson auf eine erneute Kandidatur. Er zog nach Chicago in Illinois, wo er als Rechtsanwalt praktizierte. Während des Bürgerkrieges diente er trotz seines Alters von über 60 Jahren im Heer der Union. William Thomasson starb am 29. Dezember 1882 in La Grange und wurde in Louisville beigesetzt.